# José María Martínez Muguerza
José María Martínez Muguerza (Pasaia, 13 novembre 1942) è un ex calciatore spagnolo di ruolo difensore centrale.

## Carriera
Giocò per tutta la sua carriera con la Real Sociedad, dapprima a livello giovanile nella squadra filiale del Sanse e poi in prima squadra. Fu il capitano del club per 12 stagioni.

## Palmarès

### Competizioni nazionali
- Segunda División spagnola: 1

Real Sociedad: 1966-1967